# Tachtadžjanův systém
Tachtadžjanův systém klasifikace krytosemenných rostlin publikoval arménský botanik Armen Leonovič Tachtadžjan postupně v několika verzích od roku 1950. Bývá často porovnáván s Cronquistovým systémem.

## Odděleníkrytosemenné(Magnoliophyta)

### Třída Magnoliopsida —Dvouděložné

#### Podtřída Magnoliidae
- Nadřád Magnolianae
  - Řád: Magnoliales
    - Čeledi: Degeneriaceae, Himantandraceae, Magnoliaceae

  - Řád: Winterales
    - Čeleď Winteraceae

  - Řád: Canellales
    - Čeleď Canellaceae

  - Řád: Illiciales
    - Čeledi: Illiciaceae, Schisandraceae

  - Řád: Austrobaileyales[1]
    - Čeleď Austrobaileyaceae

  - Řád: Eupomatiales
    - Čeleď Eupomatiaceae

  - Řád: Annonales
    - Čeleď Annonaceae

  - Řád: Myristicales
    - Čeleď Myristicaceae

  - Řád: Aristolochiales
    - Čeleď Aristolochiaceae
- Nadřád Lactoridanae [2]
  - Řád: Lactoridales[3]
    - Čeleď Lactoridaceae
- Nadřád Piperanae
  - Řád: Piperales
    - Čeledi: Saururaceae, Piperaceae, Peperomiaceae
- Nadřád Lauranae
  - Řád: Laurales
    - Čeledi: Amborellaceae, Trimeniaceae, Monimiaceae, Gomortegaceae, Hernandiaceae, Lauraceae

  - Řád: Calycanthales
    - Čeledi: Calycanthaceae, Idiospermaceae

  - Řád: Chloranthales
    - Čeleď Chloranthaceae
- Nadřád Rafflesianae
  - Řád: Hydnorales
    - Čeleď Hydnoraceae

  - Řád: Rafflesiales
    - Čeledi: Apodanthaceae, Mitrastemonaceae, Rafflesiaceae, Cytinaceae
- Nadřád Balanophoranae
  - Řád: Cynomoriales
    - Čeleď Cynomoriaceae

  - Řád: Balanophorales
    - Čeledi: Mystropetalaceae, Dactylanthaceae, Lophophytaceae, Sarcophytaceae, Scybaliaceae, Heloseaceae, Langsdorffiaceae, Balanophoraceae

#### Podtřída Nymphaeidae
- Nadřád Nymphaeanae
  - Řád: Hydropeltidales
    - Čeledi: Hydropeltidaceae, Cabombaceae

  - Řád: Nymphaeales
    - Čeledi: Nupharaceae, Nymphaeaceae, Barclayaceae
- Nadřád Ceratophyllanae
  - Řád: Ceratophyllales
    - Čeleď Ceratophyllaceae

#### Podtřída Nelumbonidae
- Nadřád Nelumbonanae
  - Řád: Nelumbonales
    - Čeleď Nelumbonaceae

#### Podtřída Ranunculidae
- Nadřád Ranunculanae
  - Řád: Lardizabalales —
    - Čeledi: Lardizabalaceae, Sargentodoxaceae

  - Řád: Menispermales
    - Čeleď Menispermaceae

  - Řád: Berberidales
    - Čeledi: Nandinaceae, Berberidaceae, Ranzaniaceae, Podophyllaceae

  - Řád: Ranunculales
    - Čeleď Ranunculaceae

  - Řád: Circaeasterales
    - Čeledi: Kingdoniaceae, Circaeasteraceae

  - Řád: Hydrastidales
    - Čeleď Hydrastidaceae

  - Řád: Glaucidiales
    - Čeleď Glaucidiaceae

  - Řád: Paeoniales
    - Čeleď Paeoniaceae

  - Řád: Papaverales[4]
    - Čeledi: Papaveraceae, Pteridophyllaceae, Hypecoaceae, Fumariaceae

#### Podtřída Caryophyllidae
- Nadřád Caryophyllanae
  - Řád: Caryophyllales
    - Čeledi: Phytolaccaceae, Gisekiaceae, Agdestidaceae, Barbeuiaceae, Achatocarpaceae, Petiveriaceae, Nyctaginaceae, Aizoaceae, Sesuviaceae, Tetragoniaceae, Stegnospermataceae, Portulacaceae, Hectorellaceae, Basellaceae, Halophytaceae, Cactaceae, Didiereaceae, Molluginaceae, Caryophyllaceae, Amaranthaceae, Chenopodiaceae
- Nadřád Gyrostemonanae
  - Řád: Gyrostemonales
    - Čeleď Gyrostemonaceae
- Nadřád Polygonanae
  - Řád: Polygonales
    - Čeleď Polygonaceae
- Nadřád Plumbaginanae
  - Řád: Plumbaginales
    - Čeleď Plumbaginaceae

#### Podtřída Hamamelididae
- Nadřád Trochodendranae
  - Řád: Trochodendrales
    - Čeledi: Trochodendraceae, Tetracentraceae

  - Řád: Cercidiphyllales
    - Čeleď Cercidiphyllaceae

  - Řád: Eupteleales
    - Čeleď Eupteleaceae
- Nadřád Myrothamnanae
  - Řád: Myrothamnales —
    - Čeleď Myrothamnaceae
- Nadřád Hamamelidanae
  - Řád: Hamamelidales
    - Čeledi: Hamamelidaceae, Altingiaceae, Platanaceae
- Nadřád Barbeyanae
  - Řád: Barbeyales [5]
    - Čeleď Barbeyaceae
- Nadřád Daphniphyllanae
  - Řád: Daphniphyllales
    - Čeleď Daphniphyllaceae

  - Řád: Balanopales
    - Čeleď Balanopaceae
- Nadřád Buxanae
  - Řád: Didymelales
    - Čeleď Didymelaceae

  - Řád: Buxales
    - Čeleď Buxaceae

  - Řád: Simmondsiales
    - Čeleď Simmondsiaceae
- Nadřád Faganae
  - Řád: Fagales
    - Čeledi: Fagaceae, Nothofagaceae

  - Řád: Corylales
    - Čeledi: Betulaceae, Corylaceae, Ticodendraceae
- Nadřád Casuarinanae
  - Řád: Casuarinales
    - Čeleď Casuarinaceae
- Nadřád Juglandanae
  - Myricales
    - Čeleď Myricaceae

  - Řád: Rhoipteleales
    - Čeleď Rhoipteleaceae

  - Řád: Juglandales
    - Čeleď Juglandaceae

#### Podtřída Dilleniidae
- Nadřád Dillenianae
  - Řád: Dilleniales
    - Čeleď Dilleniaceae
- Nadřád Theanae
  - Řád: Paracryphiales
    - Čeleď Paracryphiaceae

  - Řád: Theales
    - Čeledi: Stachyuraceae, Theaceae, Asteropeiaceae, Pentaphylacaceae, Tetrameristaceae, Oncothecaceae, Marcgraviaceae, Caryocaraceae, Pellicieraceae

  - Řád: Hypericales
    - Čeledi: Bonnetiaceae, Clusiaceae, Hypericaceae

  - Řád: Physenales
    - Čeleď Physenaceae

  - Řád: Medusagynales
    - Čeleď Medusagynaceae

  - Řád: Ochnales
    - Čeledi: Strasburgeriaceae, Ochnaceae, Sauvagesiaceae, Lophiraceae, Quiinaceae, Scytopetalaceae

  - Řád: Elatinales
    - Čeleď Elatinaceae

  - Řád: Ancistrocladales
    - Čeleď Ancistrocladaceae

  - Řád: Dioncophyllales
    - Čeleď Dioncophyllaceae

  - Řád: Lecythidales
    - Čeledi: Barringtoniaceae, Lecythidaceae, Napoleonaeaceae, Foetidiaceae,
- Nadřád Sarracenianae
  - Řád: Sarraceniales
    - Čeleď Sarraceniaceae
- Nadřád Nepenthanae
  - Řád: Nepenthales
    - Čeleď Nepenthaceae

  - Řád: Droserales
    - Čeleď Droseraceae
- Nadřád Ericanae
  - Řád: Actinidiales
    - Čeleď Actinidiaceae

  - Řád: Ericales
    - Čeledi: Clethraceae, Cyrillaceae, Ericaceae, Epacridaceae, Empetraceae

  - Řád: Diapensiales
    - Čeleď Diapensiaceae

  - Řád: Bruniales
    - Čeledi: Bruniaceae, Grubbiaceae

  - Řád: Geissolomatales
    - Čeleď Geissolomataceae

  - Řád: Fouquieriales
    - Čeleď Fouquieriaceae
- Nadřád Primulanae
  - Řád: Styracales
    - Čeledi: Styracaceae, Symplocaceae, Ebenaceae, Lissocarpaceae

  - Řád: Sapotales
    - Čeleď Sapotaceae

  - Řád: Myrsinales
    - Čeledi: Myrsinaceae, Theophrastaceae

  - Řád: Primulales
    - Čeleď Primulaceae
- Nadřád Violanae
  - Řád: Violales
    - Čeledi: Berberidopsidaceae, Aphloiaceae, Bembiciaceae, Flacourtiaceae, Lacistemataceae, Peridiscaceae, Violaceae, Dipentodontaceae, Scyphostegiaceae

  - Řád: Passiflorales
    - Čeledi: Passifloraceae, Turneraceae, Malesherbiaceae, Achariaceae

  - Řád: Caricales
    - Čeleď Caricaceae

  - Řád: Salicales
    - Čeleď Salicaceae

  - Řád: Tamaricales
    - Čeledi: Reaurmuriaceae, Tamaricaceae, Frankeniaceae

  - Řád: Cucurbitales
    - Čeleď Cucurbitaceae

  - Řád: Begoniales
    - Čeledi: Datiscaceae, Tetramelaceae, Begoniaceae

  - Řád: Capparales
    - Čeledi: Capparaceae, Pentadiplandraceae, Koeberliniaceae, Brassicaceae, Tovariaceae, Resedaceae

  - Řád: Moringales
    - Čeleď Moringaceae

  - Řád: Batales
    - Čeleď Bataceae
- Nadřád Malvanae
  - Řád: Cistales
    - Čeledi: Bixaceae, Cochlospermaceae, Cistaceae

  - Řád: Elaeocarpales
    - Čeleď Elaeocarpaceae

  - Řád: Malvales
    - Čeledi: Tiliaceae, Dirachmaceae, Monotaceae, Dipterocarpaceae, Sarcolaenaceae, Plagiopteraceae, Huaceae, Sterculiaceae, Diegodendraceae, Sphaerosepalaceae, Bombacaceae, Malvaceae
- Nadřád Urticanae
  - Řád: Urticales
    - Čeledi: Ulmaceae, Moraceae, Cannabaceae, Cecropiaceae, Urticaceae
- Nadřád Euphorbianae
  - Řád: Euphorbiales
    - Čeledi: Euphorbiaceae, Pandaceae, Aextoxicaceae, Dichapetalaceae

  - Řád: Thymelaeales
    - Čeledi: Gonystylaceae, Thymelaeaceae

#### Podtřída Rosidae
- Nadřád Saxifraganae
  - Řád: Cunoniales
    - Čeledi: Cunoniaceae, Davidsoniaceae, Eucryphiaceae, Brunelliaceae

  - Řád: Saxifragales
    - Čeledi: Tetracarpaeaceae, Penthoraceae, Crassulaceae, Saxifragaceae, Grossulariaceae, Pterostemonaceae, Iteaceae, Eremosynaceae, Vahliaceae

  - Řád: Cephalotales
    - Čeleď Cephalotaceae

  - Řád: Greyiales
    - Čeleď Greyiaceae

  - Řád: Francoales
    - Čeleď Francoaceae

  - Řád: Haloragales
    - Čeleď Haloragaceae

  - Řád: Podostemales
    - Čeleď Podostemaceae

  - Řád: Gunnerales
    - Čeleď Gunneraceae
- Nadřád Rosanae
  - Řád: Rosales
    - Čeledi: Rosaceae, Neuradaceae

  - Řád: Crossosomatales
    - Čeleď Crossosomataceae

  - Řád: Chrysobalanales
    - Čeleď Chrysobalanaceae
- Nadřád Rhizophoranae
  - Řád: Anisophylleales
    - Čeleď Anisophylleaceae

  - Řád: Rhizophorales
    - Čeleď Rhizophoraceae
- Nadřád Myrtanae
  - Řád: Myrtales
    - Čeledi: Alzateaceae, Rhynchocalycaceae, Penaeaceae, Oliniaceae, Combretaceae, Crypteroniaceae, Memecylaceae, Melastomataceae, Lythraceae, Punicaceae, Duabangaceae, Sonneratiaceae, Onagraceae, Trapaceae, Psiloxylaceae, Heteropyxidaceae, Myrtaceae
- Nadřád Fabanae[6]
  - Řád: Fabales
    - Čeleď Fabaceae
- Nadřád Rutanae
  - Řád: Sapindales
    - Čeledi: Staphyleaceae, Tapisciaceae, Melianthaceae, Sapindaceae, Hippocastanaceae, Aceraceae, Bretschneideraceae, Akaniaceae

  - Řád: Tropaeolales
    - Čeleď Tropaeolaceae

  - Řád: Sabiales
    - Čeledi: Sabiaceae, Meliosmaceae

  - Řád: Connarales
    - Čeleď Connaraceae

  - Řád: Rutales
    - Čeledi: Rutaceae, Rhabdodendraceae, Cneoraceae, Simaroubaceae, Surianaceae, Irvingiaceae, Kirkiaceae, Ptaeroxylaceae, Tepuianthaceae, Meliaceae

  - Řád: Leitneriales
    - Čeleď Leitneriaceae

  - Řád: Coriariales
    - Čeleď Coriariaceae

  - Řád: Burserales
    - Čeledi: Burseraceae, Anacardiaceae, Podoaceae
- Nadřád Geranianae
  - Řád: Linales
    - Čeledi: Hugoniaceae, Linaceae, Ctenolophonaceae, Ixonanthaceae, Humiriaceae, Erythroxylaceae

  - Řád: Oxalidales
    - Čeledi: Oxalidaceae, Lepidobotryaceae

  - Řád: Geraniales
    - Čeledi: Hypseocharitaceae, Vivianiaceae, Geraniaceae, Ledocarpaceae, Rhynchothecaceae

  - Řád: Biebersteiniales
    - Čeleď Biebersteiniaceae

  - Řád: Balsaminales
    - Čeleď Balsaminaceae

  - Řád: Zygophyllales
    - Čeledi: Zygophyllaceae, Peganaceae, Balanitaceae, Nitrariaceae, Tetradiclidaceae

  - Řád: Vochysiales
    - Čeledi: Malpighiaceae, Trigoniaceae, Vochysiaceae, Tremandraceae, Krameriaceae

  - Řád: Polygalales
    - Čeledi: Polygalaceae, Xanthophyllaceae, Emblingiaceae

  - Nadřád Corynocarpanae [7]
  - Řád: Corynocarpales
    - Čeleď Corynocarpaceae
- Nadřád Celastranae
  - Řád: Brexiales
    - Čeledi: Ixerbaceae, Brexiaceae, Rousseaceae

  - Řád: Parnassiales
    - Čeledi: Parnassiaceae, Lepuropetalaceae

  - Řád: Celastrales
    - Čeledi: Goupiaceae, Celastraceae, Lophopyxidaceae, Stackhousiaceae

  - Řád: Salvadorales
    - Čeleď Salvadoraceae

  - Řád: Icacinales
    - Čeledi: Aquifoliaceae, Phellinaceae, Icacinaceae, Sphenostemonaceae

  - Řád: Metteniusales
    - Čeleď Metteniusaceae

  - Řád: Cardiopteridales
    - Čeleď Cardiopteridaceae
- Nadřád Santalanae
  - Řád: Medusandrales
    - Čeleď Medusandraceae

  - Řád: Santalales
    - Čeledi: Olacaceae, Opiliaceae, Aptandraceae, Octoknemaceae, Santalaceae, Misodendraceae, Loranthaceae, Viscaceae, Eremolepidaceae
- Nadřád Rhamnanae
  - Řád: Rhamnales
    - Čeleď Rhamnaceae

  - Řád: Elaeagnales
    - Čeleď Elaeagnaceae
- Nadřád Proteanae
  - Řád: Proteales
    - Čeleď Proteaceae
- Nadřád Vitanae
  - Řád: Vitales
    - Čeledi: Vitaceae, Leeaceae

#### Podtřída Cornidae
- Nadřád Cornanae
  - Řád: Hydrangeales
    - Čeledi: Escalloniaceae, Hydrangeaceae, Abrophyllaceae, Argophyllaceae, Corokiaceae, Alseuosmiaceae, Carpodetaceae, Phyllonomaceae, Pottingeriaceae, Tribelaceae, Melanophyllaceae, Montiniaceae, Kaliphoraceae, Columelliaceae

  - Řád: Desfontainiales
    - Čeleď Desfontainiaceae

  - Řád: Roridulales
    - Čeleď Roridulaceae

  - Řád: Cornales
    - Čeledi: Davidiaceae, Nyssaceae, Mastixiaceae, Curtisiaceae, Cornaceae, Alangiaceae

  - Řád: Garryales
    - Čeleď Garryaceae

  - Řád: Aucubales
    - Čeleď Aucubaceae

  - Řád: Griseliniales
    - Čeleď Griseliniaceae

  - Řád: Eucommiales
    - Čeleď Eucommiaceae

  - Řád: Aralidiales
    - Čeleď Aralidiaceae

  - Řád: Toricelliales
    - Čeleď Toricelliaceae
- Nadřád Aralianae
  - Řád: Helwingiales
    - Čeleď Helwingiaceae

  - Řád: Araliales
    - Čeledi: Araliaceae, Hydrocotylaceae, Apiaceae

  - Řád: Pittosporales
    - Čeleď Pittosporaceae

  - Řád: Byblidales
    - Čeleď Byblidaceae
- Nadřád Dipsacanae
  - Řád: Viburnales
    - Čeleď Viburnaceae

  - Řád: Adoxales
    - Čeledi: Sambucaceae, Adoxaceae

  - Řád: Dipsacales
    - Čeledi: Caprifoliaceae, Valerianaceae, Triplostegiaceae, Dipsacaceae, Morinaceae

#### Podtřída Lamiidae
- Nadřád Gentiananae
  - Řád: Gentianales
    - Čeledi: Gelsemiaceae, Loganiaceae, Strychnaceae, Antoniaceae, Spigeliaceae, Gentianaceae, Saccifoliaceae, Geniostomaceae, Plocospermataceae

  - Řád: Rubiales
    - Čeledi: Dialypetalanthaceae, Rubiaceae, Theligonaceae, Carlemanniaceae

  - Řád: Apocynales
    - Čeleď Apocynaceae
- Nadřád Solananae
  - Řád: Solanales
    - Čeledi: Solanaceae, Sclerophylacaceae, Duckeodendraceae, Goetzeaceae

  - Řád: Convolvulales
    - Čeledi: Convolvulaceae, Cuscutaceae

  - Řád: Polemoniales
    - Čeleď Polemoniaceae

  - Řád: Boraginales
    - Čeledi: Hydrophyllaceae, Boraginaceae, Tetrachondraceae, Hoplestigmataceae, Lennoaceae

  - Řád: Limnanthales
    - Čeleď Limnanthaceae
- Nadřád Loasanae
  - Řád: Loasales
    - Čeleď Loasaceae
- Nadřád Oleanae
  - Řád: Oleales
    - Čeleď Oleaceae
- Nadřád Lamianae
  - Řád: Scrophulariales
    - Čeledi: Buddlejaceae, Retziaceae, Stilbaceae, Scrophulariaceae, Oftiaceae, Globulariaceae, Gesneriaceae, Plantaginaceae, Bignoniaceae, Pedaliaceae, Martyniaceae, Trapellaceae, Myoporaceae, Acanthaceae, Lentibulariaceae

  - Řád: Lamiales
    - Čeledi: Verbenaceae, Phrymaceae, Cyclocheilaceae, Symphoremataceae, Avicenniaceae, Viticaceae, Lamiaceae

  - Řád: Callitrichales
    - Čeleď Callitrichaceae

  - Řád: Hydrostachyales
    - Čeleď Hydrostachyaceae

  - Řád: Hippuridales
    - Čeleď Hippuridaceae

#### Podtřída Asteridae
- Nadřád Campanulanae
  - Řád: Campanulales
    - Čeledi: Pentaphragmataceae, Sphenocleaceae, Campanulaceae, Cyphocarpaceae, Nemacladaceae, Cyphiaceae, Lobeliaceae

  - Řád: Goodeniales
    - Čeledi: Brunoniaceae, Goodeniaceae

  - Řád: Stylidiales
    - Čeledi: Donatiaceae, Stylidiaceae

  - Řád: Menyanthales
    - Čeleď Menyanthaceae
- Nadřád Asteranae
  - Řád: Calycerales
    - Čeleď Calyceraceae

  - Řád: Asterales
    - Čeleď Asteraceae

### Třída Liliopsida —jednoděložné

#### Podtřída Liliidae
- Nadřád Lilianae
  - Řád: Melanthiales
    - Čeledi: Tofieldiaceae, Melanthiaceae, Japonoliriaceae, Xerophyllaceae, Nartheciaceae, Heloniadaceae, Chionographidaceae

  - Řád: Colchicales
    - Čeledi: Tricyrtidaceae, Burchardiaceae, Uvulariaceae, Campynemataceae, Scoliopaceae, Colchicaceae, Calochortaceae

  - Řád: Trilliales
    - Čeleď Trilliaceae

  - Řád: Liliales
    - Čeledi: Liliaceae, Medeolaceae

  - Řád: Alstroemeriales
    - Čeleď Alstroemeriaceae

  - Řád: Iridales
    - Čeledi: Isophysidaceae, Geosiridaceae, Iridaceae

  - Řád: Tecophilaeales [8]
    - Čeledi: Ixioliriaceae, Lanariaceae, Walleriaceae, Tecophilaeaceae, Cyanastraceae, Eriospermaceae

  - Řád: Burmanniales
    - Čeledi: Burmanniaceae, Thismiaceae, Corsiaceae

  - Řád: Hypoxidales
    - Čeleď Hypoxidaceae

  - Řád: Orchidales
    - Čeleď Orchidaceae

  - Řád: Amaryllidales
    - Čeledi: Hemerocallidaceae, Hyacinthaceae, Alliaceae, Hesperocallidaceae, Hostaceae, Agavaceae, Amaryllidaceae

  - Řád: Asparagales
    - Čeledi: Convallariaceae, Ophiopogonaceae, Ruscaceae, Asparagaceae, Dracaenaceae, Nolinaceae, Blandfordiaceae, Herreriaceae, Phormiaceae, Dianellaceae, Doryanthaceae, Asteliaceae, Asphodelaceae, Aloaceae, Anthericaceae, Aphyllanthaceae

  - Řád: Xanthorrhoeales
    - Čeledi: Baxteriaceae, Lomandraceae, Dasypogonaceae, Calectasiaceae, Xanthorrhoeaceae

  - Řád: Hanguanales
    - Čeleď Hanguanaceae
- Nadřád Dioscoreanae
  - Řád: Stemonales
    - Čeledi: Stemonaceae, Croomiaceae, Pentastemonaceae

  - Řád: Smilacales
    - Čeledi: Luzuriagaceae, Philesiaceae, Rhipogonaceae, Smilacaceae, Petermanniaceae

  - Řád: Dioscoreales
    - Čeledi: Stenomeridaceae, Trichopodaceae, Avetraceae, Dioscoreaceae

  - Řád: Taccales
    - Čeleď Taccaceae

#### Podtřída Commelinidae
- Nadřád Bromelianae
  - Řád: Bromeliales
    - Čeleď Bromeliaceae

  - Řád: Velloziales [9],[10]
    - Čeleď Velloziaceae
- Nadřád Pontederianae [11]
  - Řád: Philydrales
    - Čeleď Philydraceae

  - Řád: Pontederiales
    - Čeleď Pontederiaceae

  - Haemodorales
    - Čeledi: Haemodoraceae, Conostylidaceae
- Nadřád Zingiberanae
  - Řád: Musales
    - Čeledi: Strelitziaceae, Musaceae, Heliconiaceae

  - Řád: Lowiales
    - Čeleď Lowiaceae

  - Řád: Zingiberales
    - Čeledi: Zingiberaceae, Costaceae

  - Řád: Cannales
    - Čeledi: Cannaceae, Marantaceae
- Nadřád Commelinanae
  - Řád: Commelinales
    - Čeleď Commelinaceae

  - Řád: Mayacales
    - Čeleď Mayacaceae

  - Řád: Xyridales
    - Čeleď Xyridaceae

  - Řád: Rapateales
    - Čeleď Rapateaceae

  - Řád: Eriocaulales
    - Čeleď Eriocaulaceae
- Nadřád Hydatellanae
  - Řád: Hydatellales
    - Čeleď Hydatellaceae
- Nadřád Juncanae
  - Řád: Juncales
    - Čeledi: Juncaceae, Thurniaceae

  - Řád: Cyperales
    - Čeleď Cyperaceae
- Nadřád Poanae
  - Řád: Flagellariales
    - Čeleď Flagellariaceae

  - Řád: Restionales
    - Čeledi: Joinvilleaceae, Restionaceae, Anarthriaceae, Ecdeiocoleaceae

  - Řád: Centrolepidales
    - Čeleď Centrolepidaceae

  - Řád: Poales
    - Čeleď Poaceae

#### Podtřída Arecidae
- Nadřád Arecanae
  - Řád: Arecales
    - Čeleď Arecaceae

#### Podtřída Alismatidae
- Nadřád Alismatanae
  - Řád: Butomales
    - Čeleď Butomaceae

  - Řád: Hydrocharitales
    - Čeledi: Hydrocharitaceae, Thalassiaceae, Halophilaceae

  - Řád: Najadales
    - Čeleď Najadaceae

  - Řád: Alismatales
    - Čeledi: Limnocharitaceae, Alismataceae

  - Řád: Aponogetonales
    - Čeleď Aponogetonaceae

  - Řád: Juncaginales
    - Čeledi: Scheuchzeriaceae, Juncaginaceae, Lilaeaceae, Maundiaceae

  - Řád: Potamogetonales
    - Čeledi: Potamogetonaceae, Ruppiaceae

  - Řád: Posidoniales
    - Čeleď Posidoniaceae

  - Řád: Cymodoceales
    - Čeledi: Zannichelliaceae, Cymodoceaceae

  - Řád: Zosterales
    - Čeleď Zosteraceae

#### Podtřída Triurididae
- Nadřád Triuridanae
  - Řád: Petrosaviales [12]
    - Čeleď Petrosaviaceae

  - Řád: Triuridales
    - Čeleď Triuridaceae

#### Podtřída Aridae
- Nadřád Aranae
  - Řád: Arales
    - Čeledi: Araceae, Pistiaceae, Lemnaceae

  - Řád: Acorales
    - Čeleď Acoraceae
- Nadřád Cyclanthanae
  - Řád: Cyclanthales
    - Čeleď Cyclanthaceae
- Nadřád Pandananae
  - Řád: Pandanales
    - Čeleď Pandanaceae
- Nadřád Typhanae
  - Řád: Typhales
    - Čeledi: Sparganiaceae, Typhaceae